# Мантео (Північна Кароліна)
Мантео (англ. Manteo) — місто (англ. town) в США, в окрузі Дер штату Північна Кароліна. Населення — 1600 осіб (2020).

## Географія
Мантео розташоване за координатами 35°53′54″ пн. ш. 75°39′5″ зх. д. / 35.89833° пн. ш. 75.65139° зх. д. (35.898362, -75.651321).  За даними Бюро перепису населення США в 2010 році місто мало площу 5,13 км², з яких 4,97 км² — суходіл та 0,16 км² — водойми.

### Клімат
| Клімат : Мантео         | Клімат : Мантео | Клімат : Мантео | Клімат : Мантео | Клімат : Мантео | Клімат : Мантео | Клімат : Мантео | Клімат : Мантео | Клімат : Мантео | Клімат : Мантео | Клімат : Мантео | Клімат : Мантео | Клімат : Мантео | Клімат : Мантео |
| Показник                | Січ.            | Лют.            | Бер.            | Квіт.           | Трав.           | Черв.           | Лип.            | Серп.           | Вер.            | Жовт.           | Лист.           | Груд.           | Рік             |
| Абсолютний максимум, °C | 25,0            | 27,2            | 30,6            | 33,9            | 35,0            | 38,3            | 38,3            | 38,3            | 35,6            | 33,9            | 28,9            | 27,2            | 38,3            |
| Середній максимум, °C   | 10,9            | 12,3            | 15,7            | 20,7            | 24,9            | 28,8            | 30,8            | 30,1            | 27,1            | 22,4            | 17,8            | 13,2            | 21,2            |
| Середня температура, °C | 6,6             | 7,7             | 10,8            | 15,8            | 20,1            | 24,7            | 26,8            | 26,2            | 23,4            | 18,3            | 13,6            | 8,9             | 16,9            |
| Середній мінімум, °C    | 2,2             | 3,1             | 5,9             | 10,9            | 15,2            | 20,5            | 22,8            | 22,3            | 19,8            | 14,2            | 9,3             | 4,5             | 12,6            |
| Абсолютний мінімум, °C  | −18,9           | −12,2           | −12,2           | −5              | 1,1             | 6,7             | 7,2             | 12,2            | 7,8             | 1,1             | −3,9            | −8,9            | −18,9           |
| Норма опадів, мм        | 105             | 77              | 109             | 80              | 100             | 127             | 132             | 145             | 118             | 87              | 88              | 101             | 1269            |
| Днів з опадами          | 9,2             | 8,3             | 8,9             | 7,6             | 7,7             | 7,6             | 9,7             | 9,3             | 6,6             | 5,9             | 7,2             | 7,5             | 95,5            |
| Днів зі снігом          | 0,2             | 0,2             | 0,0             | 0,0             | 0,0             | 0,0             | 0,0             | 0,0             | 0,0             | 0,0             | 0,0             | 0,1             | 0,5             |
| ----------------------- | --------------- | --------------- | --------------- | --------------- | --------------- | --------------- | --------------- | --------------- | --------------- | --------------- | --------------- | --------------- | --------------- |
| Джерело: NOAA           |                 |                 |                 |                 |                 |                 |                 |                 |                 |                 |                 |                 |                 |

## Демографія
Згідно з переписом 2010 року, у місті мешкали 1434 особи в 681 домогосподарстві у складі 373 родин. Густота населення становила 280 осіб/км².  Було 1353 помешкання (264/км²).
Расовий склад населення:
| - 84,7 % — білих - 8,4 % — чорних або афроамериканців - 0,8 % — корінних американців - 0,3 % — азіатів - 2,6 % — осіб інших рас |

До двох чи більше рас належало 3,0 %. Частка іспаномовних становила 9,0 % від усіх жителів.
За віковим діапазоном населення розподілялося таким чином: 20,9 % — особи молодші 18 років, 62,1 % — особи у віці 18—64 років, 17,0 % — особи у віці 65 років та старші. Медіана віку мешканця становила 42,8 року. На 100 осіб жіночої статі у місті припадало 83,1 чоловіків;  на 100 жінок у віці від 18 років та старших — 79,4 чоловіків також старших 18 років.
Середній дохід на одне домашнє господарство  становив 67 862 долари США (медіана — 43 258), а середній дохід на одну сім'ю — 77 264 долари (медіана — 55 862). За межею бідності перебувало 18,1 % осіб, у тому числі 25,7 % дітей у віці до 18 років та 10,8 % осіб у віці 65 років та старших.
Цивільне працевлаштоване населення становило 732 особи. Основні галузі зайнятості: роздрібна торгівля — 15,6 %, мистецтво, розваги та відпочинок — 13,3 %, освіта, охорона здоров'я та соціальна допомога — 11,6 %, науковці, спеціалісти, менеджери — 11,5 %.